# 국도 제51호선 (이란)
국도 제51호선(Road 51, 페르시아어: جاده 51)은 이스파한주 이스파한에서 차하르마할에바흐티아리주의 가흐루까지 연결되는 총 연장 150.5 km 구간을 가진 이란의 일반 국도이다. 그러나 이 국도는 중간에 샤흐레코르드를 거쳐서 가게 되는 것으로 드러나고 있다.